# Daniel Haiduc
Daniel Haiduc (n. 30 octombrie 1971, Ilia, Hunedoara) este un scriitor român de literatură științifico-fantastică.

## Biografie și carieră
În 2000 a absolvit Facultatea de Electronică și Telecomunicații din cadrul Universității Politehnica din Timișoara.
În 2013 a debutat cu povestirea „Dimineață cu interferențe” în Călătorii în timp.
În 2013 i s-a publicat povestirea „Jocul” în Almanah Anticipația 2014.

## Volume colective
- Povestirea „Dimineață cu interferențe” în Călătorii în timp. Antologie de povestiri SF, Editura Nemira, București, 2013[2]
- Povestirea „Întâlnire cu rhumbii” în  Xenos: Contact între civilizații. Antologie de povestiri SF, Editura Nemira, Colecția Nautilus, București, 2014.[2][8][9][10][11][12][13]

În „Întâlnire cu rhumbii” a avut loc colonizarea Lunii. Oamenii de pe Pământ pot face un circuit turistic pe Lună. Ei pot admira, printr-un perete de sticlă, diferite forme de viață extraterestră ajunse accidental pe satelitul Pământului și cărora oamenii le-au permis să viețuiască într-un perimetru marcat. Eroii povestirii formează un cuplu de agenți infiltrați printre turiști pentru a dejuca eventualele atentate teroriste ale celora care se simt amenințați de prezența străinilor. Rhumbii sunt descriși ca „plutind încet, la un metru de podea,” din „materie organică verde-albăstruie,” protejați de „sfere transparente din care iese câte un mănunchi de tentacule subțiri și lungi.”
- Povestirea space opera „Solitudine” în Galaxis. Noua operă spațială, vol. VI, editată de Antuza Genescu, Editura Eagle, 2016[15][16]